# Gangteng (gewog)
Gangteng, także Gangtey (dzong. སྒང་སྟེང་་) – gewog w dystrykcie Wangdü Pʽodrang w Królestwie Bhutanu. Według spisu powszechnego z 2005 roku, gewog ten zamieszkiwało 1677 osób.
Gewog Gangteng podzielony jest na 5 mniejszych jednostek zwanych chiwogami. Noszą one następujące nazwy: Jangchen Koomboo, Gangteng, Yaekorwog, Tapaiteng Uesa i Gorgoen.

## Demografia
Według Bhutańskiego Urzędu Statystycznego gewog ten zamieszkuje 916 mężczyzn i 761 kobiet (dane za rok 2005) w 355 domostwach. Stanowiło to 5,4% ludności dystryktu.